# Karel Mestek
Karel Mestek (1. října 1907 Slapy – 1994) byl český a československý politik Komunistické strany Československa, poválečný poslanec Ústavodárného Národního shromáždění, Národního shromáždění ČSR a ČSSR a Sněmovny lidu Federálního shromáždění; československý ministr zemědělství a výživy.

## Biografie
Byl synem dělníka. Vystudoval střední školu, vyučil se truhlářem. Od roku 1923 byl členem československého Komsomolu. V roce 1932 vstoupil do KSČ. V roce 1934 patřil mezi zakládající členy Svazu přátel SSSR. Už za první republiky byl funkcionářem KSČ. Za nacistické okupace byl zatčen a po čtyři roky vězněn až do roku 1945 v Mauthausenu, kde mezi jeho spoluvězni byli pozdější významní českoslovenští komunističtí politici Antonín Novotný a Jiří Hendrych.
Zastával vysoké vládní a stranické funkce. Ve vládě Jozefa Lenárta byl v letech 1967–1968 ministrem zemědělství a výživy. V období listopad 1948 – červen 1950 byl členem Komise stranické kontroly KSČ. XII. sjezd KSČ ho zvolil členem Ústředního výboru Komunistické strany Československa. Ve funkci ho potvrdil XIII. sjezd KSČ.
Po invazi vojsk Varšavské smlouvy do Československa v roce 1968 patřil k představitelům kolaborační levice v rámci KSČ (Levá fronta). V říjnu 1968 patřil mezi účastníky zasedání této frakce v sále Čechie v Libni.
Opakovaně zasedal i v nejvyšších zákonodárných sborech. V parlamentních volbách v roce 1946 byl zvolen poslancem Ústavodárného Národního shromáždění za KSČ. V parlamentu setrval do konce funkčního období, tedy do voleb do Národního shromáždění roku 1948, v nichž byl zvolen do Národního shromáždění za KSČ ve volebním kraji Praha-venkov. V parlamentu zasedal do konce funkčního období, tedy do voleb do Národního shromáždění roku 1954. Znovu se v parlamentu objevil až po volbách do Národního shromáždění roku 1964 (nyní jako poslanec Národního shromáždění ČSSR). Zasedal zde do konce funkčního období roku 1968, kdy se v souvislosti s federalizací Československa přesunul do Sněmovny lidu Federálního shromáždění. Zde působil do roku 1971.